# Аракс (бриг, 1839)
«Аракс» — бриг Каспийской флотилии России, находившийся в составе флота с 1839 года. Во время службы принимал участие в крейсерских плаваниях у туркменских берегов, в 1846 году тимберовался в Астрахани.

## Описание судна
Парусный бриг с деревянным корпусом, длина брига по сведениям из различных источников составляла 24,99—25 метров, ширина — 7,6—7,62 метра, а осадка 3,5 метра. Вооружение судна состояло из 12 орудий.

## История службы
Бриг «Аракс» был заложен на стапеле Астраханского адмиралтейства 11 (23) августа 1838 года и после спуска на воду 31 августа (12 сентября) 1839 года вошёл в состав Каспийской флотилии. Строительство вёл кораблестроитель С. Н. Неверов.
В навигацию с 1839 по 1844 год совершал крейсерские плавания у берегов Персии и Туркмении.
В 1846 году подвергся тимберовке в Астрахани.

## Командиры брига
Командирами брига «Аракс» в составе Российского императорского флота в разное время служили:
- В. И. Фофанов (1839—1841 годы);
- И. Н. Петров (1842—1843 годы);
- И. М. Жеребцов (1844 год).

### Комментарии
1. ↑  82 фута[1].
2. ↑  25 футов[1].
3. ↑  11 футов 6 дюймов[1].